# Crocidura ninoyi
Crocidura ninoyi (білозубка сибуанська) — дрібний ссавець, вид роду білозубка (Crocidura) родини мідицеві (Soricidae) ряду мідицеподібні (Soriciformes). Вид описаний на основі попередніх молекулярних філогенетичних досліджень і морфологічних ознак.

## Етимологія
Новий вид названий на честь Беніньо «Ніноя», молодшого, померлого філіппінського сенатора, який пручався деспотичному режиму Фердинанда Маркоса з кінця 1960-х років до початку 1980-х років. Його вбивство в 1983 році призвело до падіння Маркоса і відновленням демократії на Філіппінах.

## Опис
Новий вид є середнім з Crocidura, з довжиною голови й тіла 84–97 мм, хвоста 66–75 мм, а маса 9.5–13.5 грама. Шерсть сіро-коричнева і трохи темніша на спинній стороні ніж на черевній. Хвостова пігментація аналогічна до волосяного покриву. Хвіст майже голий з рідкісними волосками щетини на периферійній половині.

## Поширення
Вид з Філіппін, Сибуянські острови. 